# Mamúrio Vetúrio

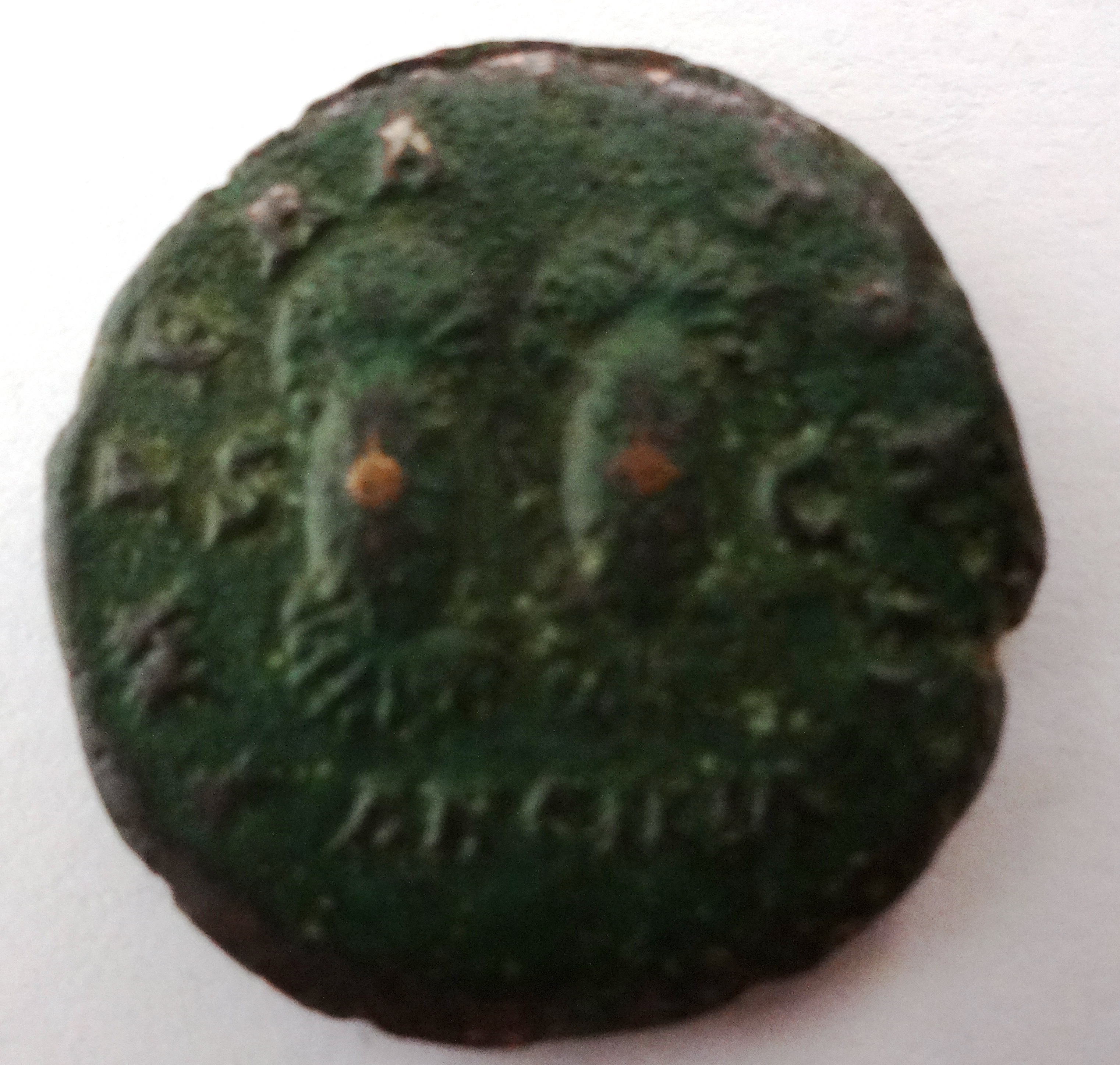
Dois escudos no verso de uma moeda do período de Antonino Pio r.

Mamúrio Vetúrio (em latim: Mamurius Veturius) foi um suposto ferreiro romano de origem sabina, ativo durante o reinado do rei Numa Pompílio (r. 715–673 a.C.). Diz-se que foi o armeiro que fez os 11 escudos sagrados exatamente iguais àquele enviado do céu durante uma epidemia no tempo de Numa para protegê-lo de roubo. Seus feitos foram mencionados nas canções sálias e os sacerdotes sálios mantiveram os escudos e usaram-os em suas danças. Sua existência foi questionada mesmo entre os antigos, com Varrão analisando seu nome como equivalente de vetus memoria ("velha memória"). Alguns autores modernos associam-o ao artista etrusco que fez uma estátua de bronze em honra ao deus Vertumno.